# Romeosaurus
Romeosaurus is een geslacht van uitgestorven Mosasauridae bekend van het vroege Laat-Krijt (Vroeg-Turonien tot Vroeg-Santonien) van Noord-Italië. Het bevat de twee soorten Romeosaurus sorbinii en Romeosaurus fumanensis. 

## Naamgeving
De typesoort Romeosaurus fumanensis werd in 2013 benoemd door Alessandro Palci , Michael William Caldwell & Cesare A. Papazzoni. De geslachtsnaam is vernoemd naar het personage Romeo uit Romeo en Julia van Shakespeare, welke geliefden immers in Verona zouden hebben geleefd. De soortaanduiding verwijst naar de herkomst bij Fumane.
Het holotype is NHMV-64108, een schedel en de helft van de wervelkolom. Toegewezen zijn de fragmentarische skeletten met schedel MPPS-4224 en
MPPS-45301 en de wervelkolom MPPS-45299 gevonden in een klein geografisch gebied in Italië.
Tegelijkertijd werd de tweede soort Romeosaurus sorbinii benoemd. De soortaanduiding eert Lorenzo Sorbini, de vroegere conservator van de paleontologische collecties van het Natuurhistorisch Museum van Verona. 
Het holotype is NHMV-V7481, een schedel gevonden bij Sant' Anna di Alfaeo. Al in 2007 werden van die vindplaats twee later toegewezen exemplaren gemeld: GVR 4224, een schedel, en IGVR 4301, een fragmentarisch skelet met schedel.

## Beschrijving
Romeosaurus moet vrij klein geweest zijn, niet langer dan vier meter.

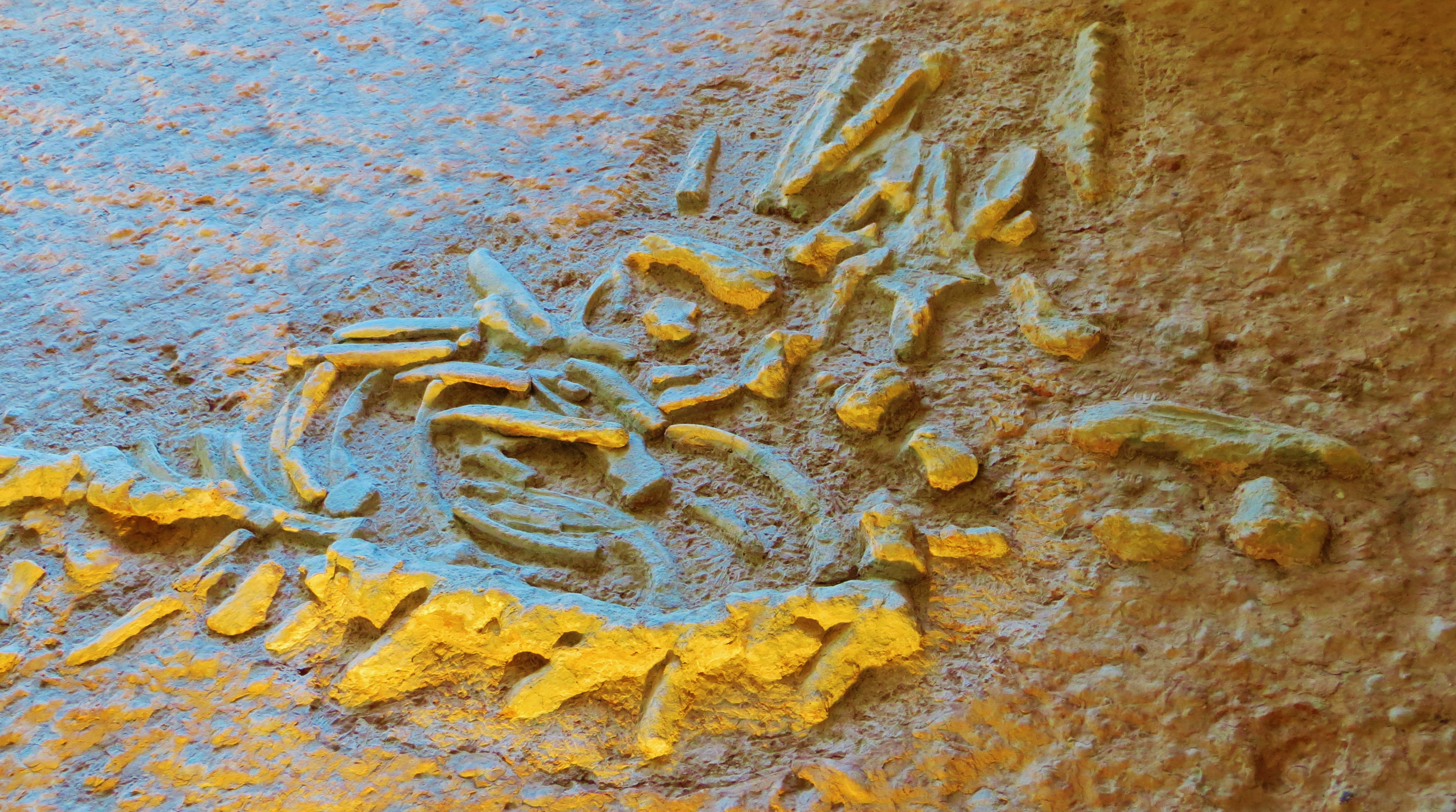
De bekende postcrania zijn fragmentarisch

Er werd een aantal onderscheidende kenmerken gegeven voor het geslacht op zich. In het bovenkaaksbeen staan dertien tot vijftien sterk gekromde tanden met min of meer een ronde dwarsdoorsnede en zwak ontwikkelde snijranden op de voorrand en de achterste buitenzijde. De beennaad tussen bovenkaaksbeen en praemaxilla staat laag, zich uitstrekkend boven drie tandposities. Er bevindt zich een rechte schuine beennaad tussen bovenkaaksbeen en prefrontale. Het bovenkaaksbeen draagt bij aan de rand van het neusgat tussen de derde en achtste maxillaire tand. De beennaad tussen het surangulare en articulare van de onderkaak is V-vormig in zijaanzicht. De onderkaken hebben een korte tandeloze boeg vóór de tandrijen. De processus suprastapedialis van het quadratum heeft een gevorkte punt. De halswervels hebben een grote hypapofyse in de zin dat de diamater van de laatste bijna even groot is als de diameter van het wervellichaam.
R. fumanensis had een vrij smalle schedel. Er stonden vijftien sterk gekromde kegelvormige tanden in de kaken. De snijranden waren zwak ontwikkeld. Het tandglazuur was glad. Bij R. sorbinii staan er dertien tanden in de kaak, met geornamenteerd glazuur.
Van alle teruggevonden exemplaren waren geen enkele postcraniale fossielen goed genoeg bewaard om een goed oordeel te vellen over hun postcraniale anatomie.

## Fylogenie
Romeosaurus werd met Russellosaurus en Yaguarasaurus in de Yaguarasaurinae geplaatst, een erg basale groep.